# 巴聚奥尔
巴聚奥尔（法語：Bazus-Aure）是法国上比利牛斯省的一个市镇，属于巴涅雷德比戈尔区（Bagnères-de-Bigorre）阿尔罗县（Arreau）。该市镇总面积1.95平方公里，2009年时的人口为132人。

## 人口
巴聚奥尔人口变化图示